# Instructivus
Instructivus – przypadek w językach aglutynacyjnych i fleksyjnych oznaczający narzędzie lub sposób, którym desygnat jest wykonywany. Występuje w niektórych językach ugrofińskich, przede wszystkim języku fińskim. 

## Język fiński
Końcówką instruktiwu w języku fińskim jest -n.  Ta sama końcówka obowiązuje w liczbie mnogiej. Przypadek podlega zjawisku wymiany stóp i w większości końcówka przypadka występuje gdy rdzeń przyjmuje stopę słabą.:
- jalka (noga) – jalan (nogami, na nogach) Hän tuli jalan – on przybył pieszo.

Rzeczowniki w instruktivie często traktuje się przysłówkowo